# Cryptanura punctator
Cryptanura punctator là một loài tò vò trong họ Ichneumonidae.